# عيون عباس
عيون عباس أو الينابيع الثلاثة (بالإيطالية: Tre Fontane) هي قرية صغيرة في مقاطعة طرابنش بـصقلية في إيطاليا. يبلغ عدد سكانها 467 نسمة حسب إحصائيات 2001.

## أصل التسمية
تأخذ القرية تسميتها من بعض ينابيع المياه التي تتدفق بشكل طبيعي نحو البحر. وتشتهر ببرج المراقبة الذي يطلق عليه برج الينابيع الثلاث، والذي بني عام 1585م بحجر التوف الخام، مع حواف مربعة بدون جص. كان البرج جزءًا من النظام الدفاعي لساحل صقلية، الذي طوره كاميلو كاميلياني. حيث كان يستخدم لتحذير سكان المناطق النائية من القراصنة.